# 曼德拉苏木
曼德拉苏木，是中华人民共和国内蒙古自治区阿拉善盟阿拉善右旗下辖的一个乡镇级行政单位。

## 行政区划
曼德拉苏木下辖以下地区：
呼德呼都格嘎查、锡林布拉格嘎查、固日班呼都格嘎查、夏拉木嘎查、浩雅日呼都格嘎查、巴音呼都格嘎查和沙林呼都格嘎查。